# Ревдинськіт
Ревдинськіт (рос. ревдинскит; англ. revdinskite; нім. Revdinskit m) —
1. Суміш мінералів Ni-серпентину і мінералу з структурою тальку. За Є. Лазаренком — екзогенний різновид антигориту, який містить до 18,33 % NiO.

## Загальний опис
Приблизна хімічна формула: (Fe, Ni, Mg)6[Si4O10]·(OH)8.
За фізичними властивостями близький до мінералів групи серпентину.
Форми виділення: колоїдно-дисперсні, землисті і тонколускаті агрегати.
Спайність досконала.
Густина 2,5-3,2.
Твердість 2-2,5.
Блідо-зеленого з голубуватим відтінком або сірувато-зеленого з жовтим відтінком кольорів.
Блиск жирний, восковий. Гіпергенний.
Утворюється в корах вивітрювання ультраосновних порід, де заповнює тріщини або розвивається у вигляді псевдоморфоз за серпентином. У великих скупченнях набуває промислового значення як складова частина силікатних нікелевих руд.
За назвою Ревдинського району на Південному Уралі, де вперше знайдено мінерал (Р. Ф. Герман, 1867). Аналог — гентит. Синонім — антигорит нікелистий.
- 2) Прихованокристалічний різновид непуїту (Ni-серпентину).
- 3) Синонім пімеліту — Ni-монтморилоніту.